# Le Orme
Le Orme (As pegadas, em português) é um grupo de rock progressivo italiano nascido na década de 1960 como banda de músicas beat. Convencionalmente representa com a Premiata Forneria Marconi e Banco del Mutuo Soccorso a tríade do rock progressivo italiano, além de ser um dos grupos que mais goza de prestígio e visibilidade no exterior. Nos últimos anos, participou de algumas entre as mais importantes manifestações mundiais do gênero.

## O período beat-psicodélico: 1966 a 1970

### O nascimento do grupo e nome
O primeiro núcleo do grupo se formou em Marghera, periferia industrial de Veneza, sob iniciativa do guitarrista veneziano Nino Smeraldi e do jovem Aldo Tagliapetra, que acabara de vencer um concurso de cantores e insatisfeito com o grupo em que tocava, "Corals", a típica banda cover do fim dos anos 1960. Foi assim que fundaram Le Orme, junto ao baixista Claudio Galieti e o baterista Marino Rebeschini.
A escolha pelo nome da banda recaíra inicialmente em "Le Ombre" (as sombras), em homenagem aos ingleses Shadows, paixão comum do grupo, mas segundo a versão oficial, os quatro optaram por "Le Orme" para evitar irônicos duplos sentidos, enquanto "ombra", em língua vêneta, significa também "copo de vinho", do vêneto n'ombra de vin, um pouco de vinho). Além disso, já existia na região um grupo emergente com o mesmo nome.

### Os primeiros singles eAd Gloriam
Recusado pela EMI italiana para a qual haviam feito um ensaio, essa primeira formação criou um único single, Fiori e colori
(1967), produzido por Tony Tasinato para a CAR Juke Box, do maestro Carlo Alberto Rossi. O single, segundo a moda da época, foi também gravado em inglês com o título Flowers and Colours.
Somente um dia após a publicação, Rebeschini abandonou o grupo para adentrar ao serviço militar e foi substituído na bateria por Michi Dei Rossi, proveniente da banda Hopopi, na época, o grupo de ponta da cena veneziana, o qual havia acabado de participar do Festival Beat de Liverpool sob convite do Los Bravos.
Em 1968, Le Orme adquiriu uma certa fama graças às suas exibições ao vivo no então renomeado Piper Club, de Roma. O grupo criou um novo single, Senti l'estate che torna. Com essa música, também publicada em inglês com o título Summer Comin', participou do concurso canoro "Un disco per l'estate". Para essa participação um novo músico compôs o elenco, o tecladista Tony Pagliuca, fundador do Hopopi, que havia se dissolvido.
No fim do mesmo ano os cinco entraram em estúdio para gravar o disco de estreia, Ad gloriam. Como dizia o título, o 33 rotações foi criado somente "para a glória", enquanto os cinco estavam bem conscientes que a operação era arriscada e a obra teria tido um escasso sucesso comercial, como de fato acontece, e isso causou o fim da relação com a CAR.

### A reviravolta alternativa
Em 1969, as obrigações com o serviço militar obrigaram também Galieti a abandonar o projeto. Foi o mesmo Tagliapetra a substituí-lo no baixo. Dei Rossi, também chamado para às armas, permaneceu na formação, sendo substituído por um breve tempo por Dave Baker, um inglês, com o qual haviam criado o single Irene, além de dois covers estranhos para a época, ao menos na Itália, uma breve reproposição do Concerto brandeburguês n. 3 de Johann Sebastian Bach e Blue Rondò à la Turk, standard de Dave Brubeck.
A criação desse single representou, de fato, a gênese do rock progressivo, mas foi publicada somente em 1973, enquanto em 1969 não era considerada adaptada ao público italiano. Essas duas músicas assinalaram a reviravolta musical do grupo que assim abandonava para sempre as fáceis notas do Beat.
Naquele período Le Orme criou e publicou outros 45 rotações, os quais foram reunidos em L'aurora delle Orme, uma espécie de compilação, que publicada sem a autorização do grupo, logo foi retirada do mercado. Seria reeditada somente muitos anos depois.
As divergências de opinião entre Pagliuca, que queria queria centralizar o som do grupo nos teclados e Smeraldi, que queria na sua própria guitarra solista, foi a causa da saída deste último.
Smeraldi não foi substituído, e assim o grupo em breve tempo passou de quinteto a terceto, ou aquela que seria geralmente identificada como a formação clássica. Tagliapetra ao baixo, guitarra e voz, Pagliuca nos teclados e Dei Rossi na bateria.

## O períodoprogressive: 1970 a 1978
Após a saída de Smeraldi, Pagliuca é o primeiro dos músicos italianos a intuir que a música beat já está ultrapassada e que o novo pop sinfônico proveniente da Inglaterra será em breve um sucesso na Itália. O fato se confirma na sua primeira viagem a Londres onde encontra Armando Gallo, jornalista e fotógrafo da revista especializada Ciao 2001, que o introduz na Londres pós-Beatles recheada de grupos como Quatermass, Nice, Yes e Emerson, Lake & Palmer.
De volta a Veneza convence os companheiros de Le Orme, Aldo Tagliapetra e Michi dei Rossi a experimentar e desenvolver novas linguagens musicais. Nasce também uma viagem à Ilha de Wight, para "toccare con mano", a nova onda do Festival de 1970.

### CollageeUomo di pezza
O terceto mudou de casa discográfica, passando antes à Telegram, uma afiliada da Phonogram e, posteriormente, à Philips, para a qual realizou o single Il profumo delle viole e, em 1971, o álbum Collage.
O disco, realizado, com o aporte decisivo do produtor Gian Piero Reverberi, e muito influenciado pela audição do Quatermass, é convencionalmente considerado o primeiro disco de rock progressivo, e serviu de precursor para esse novo gênero musical que em pouco tempo estaria impregnado em todo o país.
O disco é caracterizado por sonoridades típicas do gênero com a utilização maciça de teclados. As músicas Era inverno e Morte di un fiore falam respectivamente de prostituição e de uma morte violenta, devida talvez a overdose. Será uma característica frequentemente constante do grupo o querer afrontar, com as próprias canções, temáticas polêmicas ou, na época, consideradas tabus.
Em 1972, depois de um período de repouso na Sardenha, Le Orme realizou o álbum Uomo di pezza, uma espécie de disco conceitual que se tornaria um dos seus maiores sucessos, e o primeiro disco de ouro. Sobretudo graças ao 45 rotações Gioco di bimba, que afronta o tema do abuso sexual perpetrado nos confrontos de uma moça muito jovem, que contrasta com um som onírico e um conto de fadas..
No instrumental Alienazione emerge a pleno a influência de grupos como Emerson, Lake & Palmer. A partir de dezembro do mesmo ano, Peter Hammill, líder do Van Der Graaf Generator, participou como hóspede fixo no tour teatral do grupo.

### Felona e SoronaeContrappunti
Em 1973, ano de ouro do rock progressivo, também Le Orme publicou o seu primeiro e verdadeiro disco conceitual Felona e Sorona, disco de tema cósmico sobre dois planetas opostos e complementares. Esse 33 rotações conquistou velozmente os primeiros lugares das paradas de venda italianas, valendo ao grupo o segundo disco de ouro. Hoje é considerado por muitos como o vértice artístico do grupo, ainda que na época uma parte da crítica o considerasse como "ingênuo".
Uma versão em inglês com letras de Peter Hammill foi publicada no mesmo ano pela importantíssima etiqueta discográfica Charisma Records, à qual publicavam gigantes do rock progressivo como os já citados Van Der Graaf Generator e Genesis. Em seguida, parece que Hammill desconheceu a operação, já que entre as suas falhas, existiu a dificuldade de inserir em inglês o significado das letras e a interpretação não sempre convincente de Tagliapetra no canto.
O disco não teve êxito no mercado inglês, e Le Orme chegou assim ao seu primeiro tour no Reino Unido tocando, entre outros, no célebre Marquee Club.
Foi aquele um período de grande sucesso para o grupo que a CAR Juke Box, velha casa discográfica do grupo, pensou em publicar o single Concerto n. 3/Blue rondo à la Turk, criado em 1969. O disco obteve um discreto sucesso, embora tenha havido a oposição do grupo, que do ponto de vista legal, não pôde impedir o lançamento.
Em 17 de janeiro de 1974, Le Orme tocou no Teatro Brancaccio, de Roma. A exibição foi gravada por um personagem conhecido pelo pseudônimo de Ronny Torpe, o qual propôs aos discográficos de publicá-la. O grupo, inicialmente contrário à ideia, foi convencido pela promessa depois não mantida de que o disco seria vendido a preços reduzidos. Da versão final do álbum, o primeiro live em absoluto da história do rock progressivo italiano, foram eliminadas algumas músicas mal gravadas, salvando porém o inédito em língua inglesa Truck of Fire, que não seria mais interpretado em sala de gravação.
Após uma viagem de Pagliuca, Tagliapetra e Reverberi ao Sri Lanka foi criado Contrappunti, álbum que assinala uma nova reviravolta no som do grupo, que saiu mais obscuro e procurado. O disco agradará mais aos críticos que ao público. A música Aliante foi utilizada como sigla do programa televisivo La fede oggi.
Entre as músicas presentes Frutto acerbo que fala de puberdade, enquanto La fabbricante d'angeli é uma música que toma posição contra o aborto clandestino, e implicitamente, portanto, a favor do legal embora os componentes do grupo tenham sempre se declarado católicos

### A fase rock
Em 1975, foi publicada nos Estados Unidos uma compilação de título Beyong Leng. Os títulos, mesmo sendo em versão original, são titulados em inglês.
O insucesso comercial de Contrappunti havia porém deixado o sinal. Para reconquistar popularidade o grupo deveria por isso atender a compromissos com a casa discográfica e participar do Festivalbar, de 1975 com o agradável single Sera, inédito em LP. Uma breve crise interna no grupo terminou com a decisão, inicialmente defendida por Tagliapetra, de contratar um guitarrista.
A escolha recaiu sobre o então desconhecido Tolo Marton, de apenas 24 anos, e originário de Treviso. Com ele na guitarra e na harmônica foi gravado, em Los Angeles, o álbum Smogmagica. O disco contém, entre outros, Amico di ieri e Laserium Floyd, declarada homenagem ao Pink Floyd. Em todas as músicas emerge a personalidade de Marton, mas a sonoridade rock-blues do disco não agradou a uma parte dos fãs de velha data. A capa do álbum é obra de Paul Whitehead, já autor de Genesis, Van Der Graaf Generator e outros.
Os últimos acontecimentos do grupo haviam deixado o sinal. De uma parte Tagliapetra, Pagliuca e Dei Rossi queriam se tornar músicos alternativos, mas a outra não podia prescindir dos interesses econômicos dos discográficos. O obedecer a compromissos com aqueles que os queriam como "grupo comercial" seria a causa da segunda grande crise do grupo que ocorreria depois de alguns anos.
Nessa ótica ressalta-se a ideia de Pagliuca de investir em um novo espetáculo, chamado "Rock-Spray", no qual se desejava, não sem uma certa dose de autoironia, brincar com os grandes da música rock, antecipando em quase vinte anos certos aspectos do ZooTV Tour, do U2. A escolha não agradou a Marton, que por conta disso abandonou o grupo depois de um ano de militança e praticamente nenhuma exibição ao vivo. Nos anos seguintes se tornaria um dos mais apreciados guitarristas de nível mundial, enquanto o seu lugar no Le Orme seria tomado pelo jovem Germano Serafin, de 19 anos, e também oriundo de Treviso.
Serafin estreou no Festivalbar de 1976, no qual o grupo participou com Canzone d'amore/È finita una stagione, outra peça destinada às rádios que teve uma boa vendagem, tocando nos primeiros lugares do hit-parade, graças ao ritmo e as melodias frescas, cativantes e rockejantes.
Ainda em 1976 o grupo grava, em Londres, Verità nascoste, um álbum cujas músicas se dedicam dessa vez aos perigos causados pelas drogas. O disco, capitaneado pelo single Regina ao Troubadour, assinalou em parte um retorno ao passado e os reaproximou dos fãs, superando as vendas de Contrappunti e Smogmagica. Pela primeira vez, Reverberi não colaborou nas criações. A versão inglesa do álbum Hidden truth's ou Secret truth's nunca foi publicada.
Naquele período histórico, os gostos musicais do público andavam se modificando e a iminente explosão da música punk, da new wave e da disco music tinham logo posto em crise a maioria dos grupos progressivos e dos cantores em voga. O grupo, então, anunciou que o seu novo disco, Storia o leggenda teria representado " o fim de um ciclo".

## O período clássico: 1979 a 1980
Os discográficos estimularam portanto os quatro a se adequar à moda daquelas que seriam as futuras gravações. A reação dos quatro foi oposta. Interromperam os concertos e se concentraram em estudar os elementos típicos da música clássica, para depois criar em 1979, Florian, nome do célebre bar da Praça San Marco, em Veneza. Trata-se de um disco etiquetado como Música de câmera, que por isso teve menos sucesso comercial que os dois anteriores.
Entre as músicas do álbum Fine di un viaggio é a amarga culpa do fim de uma época na música. No ritornello, Tagliapetra canta Cambia mister Tambourine man/A me non serve più, o Mr. Tambourine Man, de Bob Dylan, será retomado dois anos depois em Bandiera bianca, de Franco Battiato, provável citação dessa música.
Apesar do escasso sucesso, Le Orme quiseram recuar nesse gênero, e o sucessivo Piccola rapsodia dell'ape, de 1980, somente piorou a situação e o grupo, ainda que não oficialmente, se dissolveu. Germano Serafin abandonaria a guitarra pelo violino, e tocará com Le Orme somente em outra ocasião, a festa dos vinte anos, em 1987. Falecerá prematuramente em 1992.
Uma ironia do destino aconteceria em pouco tempo. O produtor artístico Giampiero Reverberi alcançou o sucesso mundial tocando justamente música de câmara com o Rondò Veneziano.

## A reviravolta eletropop e a crise: 1981 a 1992

### Participações a Sanremo e a primeira separação
Para evitar seu desaparecimento completo, o terceto aceitou contra a vontade a proposta de uma nova major, a DDD - La Drogheria di Drugolo, de participar do Festival de Sanremo, de 1982, com a música Marghera, música com sutis alusões à degradação ambiental da periferia veneziana. O ritornello da letra, tido como "de protesto" foi censurado e o título no último momento se tornou Marinai. Tony Pagliuca se indignou por isso, suplicando inutilmente aos companheiros para que se retirassem da disputa. Quando os três souberam que a vitória de Riccardo Fogli já estava decidida, Pagliuca se retirou de Sanremo.
Após a disputa, o grupo criou Venerdì, disco permeado de sonoridades típicas da época, New Romantic, com recursos eletrônicos. Todas as músicas do disco são assinadas, além de Tagliapetra e Pagliuca, também por outros autores externos do grupo. Em outubro participaram de Premiatissima 82, uma competição musical televisiva do recente Canal 5.
Em 1983, Le Orme fechou com a D.D.D. publicando o single Rosso di sera/Sahara. Foi realizado também um vídeo clip, o primeiro do grupo, no qual se vê Michi Dei Rossi com um sintetizador na mão, o célebre Casio vl-1, ao invés da bateria.
Em 1984, Tagliapetra cria o primeiro disco solista, ...Nella notte, no qual participam Dei Rossi, mas não Pagliuca, Tolo Marton e Michele Bon, futuro componente.
O grupo, de fato, não existia mais e, em 1986 Ronny Torpe criou ilegalmente no Japão o raro Orme Live, única gravação existente do tour Rock-Spray com Germano Serafin. Visto o sucesso do disco na terra do sol nascente, pouco tempo depois saiu o bootleg Rarità nascoste, frequentemente publicado com o título C'era un volto. No mesmo período o grupo retomou suas exibições ao vivo, e foi contactado pela Baby Records com a proposta de voltar uma segunda vez a exibir-se no palco do Teatro Ariston, em Sanremo.
Em 1987, portanto, os três participaram de novo do Festival de Sanremo com Dimmi che cos'è, que apesar do décimo-sétimo lugar em vinte e quatro, foi julgada a melhor canção do festival por um júri internacional com sede em Bruxelas. Para o tour, desfrutando do sucesso em Sanremo com Gianni Maser como manager, foi contratado o guitarrista Ruggero Robin, de Padova. Este último deixará depois o grupo para entrar, em 1988 no Area 2, de Giulio Capiozzo.
No mesmo ano o grupo festejou os vinte anos por uma noite de Galieti, Marton e Serafin, mas não de Smeraldi. A Baby Records, que havia mandado Le Orme a Sanremo, não acreditou que fosse útil que o grupo logo criasse um álbum.
Nos anos sucessivos o grupo se exibiu ao vivo com vários convidados, entre os quais, Enrico Ulrich, Michele Bon e Francesco Sartori, nos teclados, e Giorgio Mantovan, na guitarra.
Era um período no qual o público redescobria o rock sinfônico graças também ao considerado filão neoprogressivo. O relançamento definitivo do grupo passava novamente pela Phillips Records, a casa discográfica que nos anos de ouro havia dividido o sucesso com o grupo. Para o novo álbum, Orme, saído em 1990, foram impostas, entre outras, a supervisão artística de Mogol e as participações de Angelo Branduardi e Mario Lavezzi. Foi realizado também o vídeo clip da música L'universo.
No mesmo ano, Tagliapetra apareceu como hóspede na música Nightstorm, extraída do álbum Ancient Afternoons, da banda new progressive, Ezra Winston.

### O abandono de Pagliuca
As divergências entre Tony Pagliuca e os outros componentes começaram já nos últimos anos da década de 1970. Os problemas se acentuaram logo depois da fuga de Sanremo de 1982. Já intolerante com o novo curso da banda, o músico de Abruzzo continuou a tocar forçadamente com Le Orme até o início de 1992, quando deixou definitivamente o grupo. Em 1991, havia publicado no seu primeiro álbum solista Io chiedo. O distanciamento de Pagliuca foi acalmado com a inserção de Michele Bon, nos teclados, e Francesco Sartoni, no piano.

## O retorno às origens
Por um breve período o grupo passou a interpretar músicas de outros artistas. Em 1991, participou de Sapore di mare, um programa televisivo, o qual se exibiu com 4 marzo 1943, de Lucio Dalla, e Generale, de Francesco De Gregori. No novo espetáculo, em 1993, foi feito uma homenagem a outros artistas do progressivo italiano e internacional. De fato foram incluídas também músicas do Banco del Mutuo Soccorso, Premiata Forneria Marconi, New Trolls, Joe Cocker, Bob Marley, além de fotos e filmagens do percurso da história do rock progressivo italiano e internacional.
No mesmo ano a Polygram publicou uma custosa compilação de título Antologia 1970-1980, com a remasterização em digital dos maiores sucessos do grupo, escolhidos porém pelos executivos e não pelos autores, o que culminou em um discreto sucesso de vendas. O grupo, contudo, não teve a possibilidade de criar um novo disco, embora o material estivesse pronto.
Em 1993, nasceu em Spongano, em Lecce, o fã clube nacional, que foi logo oficializado pelo grupo. O fã clube publicou por diversos anos uma revista enviada aos inscritos, casas discográficas e agências de espetáculo com uma tiragem de 2.500 cópias, e nos anos seguintes foi o ponto de encontro dos fãs com o grupo e a única fonte oficial de notícias, que os canais das grandes mídias não difundiam..
No mesmo ano, Pagliuca e Tagliapetra publicaram o segundo disco solista.

### A nova trilogia
O grupo, desejoso de agir sem nenhuma pressão de fora, decidiu empreender seu caminho para a autoprodução dos futuros discos. O primeiro álbum dessa fase Il fiume, saiu após uma longa gestação. A Tring, etiqueta independente à qual o grupo era ligado, não acreditava que o disco faria sucesso, e por isso pediu e obteve da banda de criar, em 1997, Amico di ieri, antologia de velhos sucessos reinterpretados pelo grupo para o refazimento de prováveis perdas. Il fiume, ao invés, vendeu muito mais do que o previsto. 50.000 cópias, embora tenha havido uma péssima distribuição.
No ano da sua saída, 1996, nasceu um outro fã clube, criado por Gian Piero Trifirò, graças ao qual, Le Orme conseguiu um outro recorde se tornando o primeiro grupo a ter um site na internet. Algo que os fez descobrir fãs em todo o mundo. O novo clube pôs a disposição materiais filmados e fonográficos inéditos pagos, o que suscitou a ira do grupo, que desconhecia o clube e o seu fundador, impedindo que continuasse a sua atividade. Mas, muito material inédito chegou às casas de muitos adeptos, e de certo modo, por causa do seu fundador ainda que o método não tenha sido o mais ortodoxo. Demonstrando sua popularidade, o grupo foi convidado a voltar a Los Angeles, vinte anos depois, para participar do célebre ProgFest como único banda italiana, em 23 de maio de 1997. Em seguida, tocaram outras vezes nos Estados Unidos, Quebec, no Prog East, Mex Prog, no México, Baja Prog Fest, em Buenos Aires, Rio de Janeiro, no Rarf Prog Fest, Macaé, e Chihuahua.
Em 1998, Francesco Sartori, autor da célebre Con te partirò, de Andrea Bocelli, deixou o grupo para entrar definitivamente na Sugar Music, casa discografica de Caterina Caselli. O substituiu o pianista e violinista Andrea Bassato, proveniente do grupo Mysia.
Em 2001, e em 2004, saíram aqueles que atualmente são os últimos dois grupos em estúdio do grupo, Elementi e L'infinito. Ambos são discos conceituais que, junto a Il fiume, formam uma trilogia sobre a relação entre o homem e a natureza. Musicalmente falando, representam um retorno ao som progressive da cronologia da música da década de 1970. Destaca-se ainda o auxílio da cítara, instrumento que Aldo Tagliapetra começou a tocar em 1994 e sobre o qual escreveu um método de estudo, nunca antes publicado.

### Os últimos anos
Em 2005, Le Orme participou do Near Fest, na Pennsylvania. Da gravação desse concerto saiu o primeiro DVD do grupo Live in Pennsylvania, saído em janeiro de 2008.
Em janeiro de 2006, saiu um livro inteiramente dedicado ao grupo Le Orme storia o leggenda, de Gian Piero Trifirò, não distribuído nas livrarias, mas de forma privada, rico de notícias tomadas sobretudo por colheitas de artigos de várias revistas, musicais e não musicais, dos anos precedentes, mas com muito erros ortográficos e lexicais. Seguramente de nível mais alto e denso com notícias cronologicamente inseridas com apropriada linguagem, é o livro sobre o grupo Le Orme: il mito, la storia, la leggenda, de Oronzo Balzano, publicado pela Editora Bastogi, ISBN 88-8185-944-0.
Em 2007, no SonnyBoy, de San Vendemiano, em Treviso, Le Orme deu vida a um fã clube oficial, se interessando pessoalmente por toda a iniciativa.
A tourné de 2008 iniciou-se em janeiro, mas sem Bassato, saído do grupo. Le Orme voltou a ser um trio. Apesar das dificuldades causadas pela defecção, o grupo encontra pela enésima vez a motivação para trilhar a sua longa trajetória. Já estava em programação a gravação de um álbum. O tour é concluído no ano com o auxílio de Tolo Marton, que colabora como hóspede especial. Aldo Tagliapetra publica o seu trabalho solista Il viaggio.
Em 27 de fevereiro de 2009, o grupo retorna em tourné começando por Pescara com a formação restrita a três elementos, mas era já oficial que, a partir de maio, um quarto elemento, o baixista e guitarrista Fabio Trentini integraria a banda. O grupo promete repropor músicas ausentes por muitos anos de seu repertório ao vivo.

## A dissidência
No fim de 2009, ao término de uma importante tourné no Canadá, Aldo suspende a sua atividade com Michi Dei Rossi e os outros componentes. Pede, por via legal, mas sem obter, que os componentes renunciem a utilizar a marca Le Orme.

### Tagliapietra-Pagliuca-Marton
Aldo Tagliapetra, que naquele momento parecida desejar impedir o uso do nome "Le Orme", refaz as relações com Tony Pagliuca, reconstituindo o binômio artístico que foi autor dos álbuns progressivos da banda nos anos 1970. Com a participação de outro membro histórico, Tolo Marton, que havia feito parte do grupo, em 1975, com o álbum Smogmagica, e de um baterista acrescido, Carlo Bonazza, a banda participa do Prog Exhibition, importante festival ocorrido em Roma em homenagem aos quarenta anos da música progressiva na Itália. A manifestação exibe grupos como Premiata Forneria Marconi, Banco del Mutuo Soccorso, The Trip, Raccomandata con Ricevuta di Ritorno, Osanna e Sinestesia.. A performance cuja plateia teve mais de 3.000 pessoas, obteve consensos unânimes, enriquecida também pela presença de David Cross, músico do King Crimson, na qualidade de hóspede especial. A ocasião forneceu ao grupo a oportunidade de continuar a colaboração e consolidar a formação com a chegada do baterista Manuel Smaniotto. Assim composta, a formação estreou em fevereiro de 2011 no Teatro Comunal de Vicenza com todos os ingressos esgotados.. O grupo anunciou a publicação de um álbum de inéditos cujo nome propõe "Dai un nome", mas em abril de 2011 o projeto Tagliapetra-Pagliuca-Morton termina inesperadamente.

### Le Orme sem Aldo Tagliapietra
O grupo composto por Michi, Michele e Fabio decide continuar e organiza uma formação extensa que compreende também Jimmy Spitaleri, do Metamorfosi, na voz, Willian Doto, na guitarra e Federico Gava, no piano. Assim composta, esse elenco empreende um fortunado e aclamado tour de verão que no seu término publica, através do Fã Clube Oficial, o CD "Progfiles - Live in Rome.
Em 21 de março de 2011, Hard Rock Café de Roma, Le Orme, representado por Michi Dei Rossi e Jimmy Spitaleri, com o patrocínio do Assessorado das Políticas Culturais e Centro Histórico de Roma, oferecem uma conferência no curso da qual apresentam o novo trabalho discográfico, intitulado La via della seta, com letras de Maurizio Monte, autor, entre outros, das músicas Pazza Idea e Amore, respectivamente sucessos de Patty Bravo e da dupla Mina e Cocciante.. Nos dois dias sucessivos, a banda apresenta o novo álbum ao vivo na prestigiosa sede da "Casa del Jazz", em Roma, com três concertos gratuitos lotados. Segue um aclamadíssimo tour teatral que termina em 25 de abril em Veneza. Em dezembro de 2011, Federico Gava deixa o grupo que não o substitui. No curso de 2012 a banda tocará várias vezes junto ao Banco del Mutuo Soccorso que esse ano festeja os seus quarenta anos de existência e sucesso.

## Discografia
- Ad gloriam (1969)
- Collage (1971)
- Uomo di pezza (1972)
- Felona e Sorona (1973, também lançado em inglês como Felona and Sorona)
- Contrappunti (1974)
- In Concerto (1974, live)
- Smogmagica (1975)
- Verità nascoste (1976)
- Beyond Leng (1976, EUA)
- Storia o leggenda (1977)
- Florian (1979)
- Piccola rapsodia dell'ape (1980)
- Venerdì (1982)
- Orme (1990)
- Il fiume (1996)
- Amico di ieri (1997)
- Elementi (2001)
- L'infinito (2004)
- La via della seta (2011)